# 1990-ті у кіно
Протягом десятиліття 1990-х у кіно відбулося багато технологічних змін, зокрема дедалі більшого значення набуває комп'ютерна графіка для спецефектів.  Ще з 1980-х років низькобюджетні незалежні фільми невпинно зростали і зберігали свою популярність у галузі протягом десятиліття.

## Загальна характеристика
1990-ті роки були помітні як підняттям незалежного кіно, так і розвитком незалежних студій, такими як Miramax, Lions Gate, і New Line Cinema. Окрім того, зросла роль комп'ютерних спецефектів, як от технології CGI, що спостерігається у таких фільмах, як «Термінатор 2: Судний день», «Парк Юрського періоду», і «Форест Гамп». «Історія іграшок» (1995) стала першим повнометражним фільмом, який був повністю анімований за допомогою комп'ютера. Творці мультфільму від початку оголосили за мету використання комп'ютерної анімації як інструменту для досягнення нових візуалізацій.
Протягом 1990-х були зняті тисячі повнометражних фільмів у різних країнах світу. Багато з них були спеціально зняті або відредаговані для відображення як на екранах кінотеатрів, так і на менших екранах телевізорів, наприклад, показуючи сцени великого плану під час діалогу, а не просто ширококутні сцени в кімнаті. Також ринок домашнього кіно став головним фактором загального доходу від фільму, часто подвоюючи його загальний дохід.
На 1990-ті також припадає так званий «Ренесанс Діснею», що розпочався ще 1989 року виходом «Русалоньки» і продовжився великим успіхом "Короля Лева" 1994 та "Тарзана" 1999 років.

## Фільми

### Найкасовіші фільми
| Номер | Назва                                                                             | Студії                                       | Світові касові збори | Рік  | Посилання |
| ----- | --------------------------------------------------------------------------------- | -------------------------------------------- | -------------------- | ---- | --------- |
| 1     | Титанік (англ. Titanic)                                                           | Paramount Pictures/20th Century Fox          | $1 843 201 268       | 1997 | [ # 1 ]   |
| 2     | Зоряні війни: Прихована загроза (англ. Star Wars: Episode I – The Phantom Menace) | 20th Century Fox                             | $924 317 558         | 1999 | [ # 2 ]   |
| 3     | Парк Юрського періоду (англ. Jurassic Park)                                       | Universal Pictures                           | $914 691 118         | 1993 | [ # 3 ]   |
| 4     | День незалежності (англ. Independence Day)                                        | 20th Century Fox                             | $817 400 891         | 1996 | [ # 4 ]   |
| 5     | Король Лев (англ. The Lion King)                                                  | Walt Disney Pictures                         | $763 455 561         | 1994 | [ # 5 ]   |
| 6     | Форрест Ґамп (англ. Forrest Gump)                                                 | Paramount Pictures                           | $677 387 716         | 1994 | [ # 6 ]   |
| 7     | Шосте відчуття (англ. The Sixth Sense)                                            | Walt Disney Pictures                         | $672 806 292         | 1999 | [ # 7 ]   |
| 8     | Парк Юрського періоду 2: Загублений світ (англ. The Lost World: Jurassic Park)    | Universal Pictures                           | $618 638 999         | 1997 | [ # 8 ]   |
| 9     | Люди в чорному (англ. Men in Black)                                               | Sony Pictures/Columbia Pictures              | $589 390 539         | 1997 | [ # 9 ]   |
| 10    | Армагеддон (англ. Armageddon)                                                     | Touchstone Pictures                          | $553 709 788         | 1998 | [ # 10 ]  |
| 11    | Термінатор 2: Судний день (англ. Terminator 2: Judgment Day)                      | TriStar Pictures                             | $519 843 345         | 1991 | [ # 11 ]  |
| 12    | Привид (англ. Ghost)                                                              | Paramount Pictures                           | $505 702 588         | 1990 | [ # 12 ]  |
| 13    | Аладдін (англ. Aladdin)                                                           | Walt Disney Pictures                         | $504 050 219         | 1992 | [ # 13 ]  |
| 14    | Смерч (англ. Twister)                                                             | Warner Bros./Universal Pictures              | $494 471 524         | 1996 | [ # 14 ]  |
| 15    | Історія іграшок 2 (англ. Toy Story 2)                                             | Walt Disney Pictures                         | $485 015 179         | 1999 | [ # 15 ]  |
| 16    | Врятувати рядового Раяна (англ. Saving Private Ryan)                              | DreamWorks Pictures/Paramount Pictures       | $481 840 909         | 1998 | [ # 16 ]  |
| 17    | Сам удома (англ. Home Alone)                                                      | 20th Century Fox                             | $476 684 675         | 1990 | [ # 17 ]  |
| 18    | Матриця (англ. The Matrix)                                                        | Warner Bros.                                 | $463 517 383         | 1999 | [ # 18 ]  |
| 19    | Красуня (англ. Pretty Woman)                                                      | Touchstone Pictures                          | $463 406 268         | 1990 | [ # 19 ]  |
| 20    | Місія нездійсненна (англ. Mission: Impossible)                                    | Paramount Pictures                           | $457 696 359         | 1996 | [ # 20 ]  |
| 21    | Тарзан (англ. Tarzan)                                                             | Walt Disney Pictures                         | $448 191 819         | 1999 | [ # 21 ]  |
| 22    | Місіс Даутфайр (англ. Mrs. Doubtfire)                                             | 20th Century Fox                             | $441 286 195         | 1993 | [ # 22 ]  |
| 23    | Той, що танцює з вовками (англ. Dances with Wolves)                               | Orion Pictures                               | $424 208 848         | 1990 | [ # 23 ]  |
| 24    | Мумія (англ. The Mummy)                                                           | Universal Pictures                           | $415 933 406         | 1999 | [ # 24 ]  |
| 25    | Охоронець (англ. The Bodyguard)                                                   | Warner Bros.                                 | $411 006 740         | 1992 | [ # 25 ]  |
| 26    | Робін Гуд: Принц злодіїв (англ. Robin Hood: Prince of Thieves)                    | Warner Bros.                                 | $390 493 908         | 1991 | [ # 26 ]  |
| 27    | Ґодзілла (англ. Godzilla)                                                         | TriStar Pictures                             | $379 014 294         | 1998 | [ # 27 ]  |
| 28    | Правдива брехня (англ. True Lies)                                                 | 20th Century Fox                             | $378 882 411         | 1994 | [ # 28 ]  |
| 29    | Історія іграшок (англ. Toy Story)                                                 | Walt Disney Pictures/Pixar Animation Studios | $373 554 033         | 1995 | [ # 29 ]  |
| 30    | Дещо про Мері (англ. There's Something About Mary)                                | 20th Century Fox                             | $369 884 651         | 1998 | [ # 30 ]  |
| 31    | Утікач (англ. The Fugitive)                                                       | Warner Bros.                                 | $368 875 760         | 1993 | [ # 31 ]  |
| 32    | Міцний Горішок 3: Помирати з піснею (англ. Die Hard with a Vengeance)             | 20th Century Fox/Cinergi Pictures            | $366 101 666         | 1995 | [ # 32 ]  |
| 33    | Ноттінг Гілл (англ. Notting Hill)                                                 | Universal Pictures                           | $363 889 678         | 1999 | [ # 33 ]  |
| 34    | Життя комах (англ. A Bug's Life)                                                  | Walt Disney Pictures/Pixar Animation Studios | $363 398 565         | 1998 | [ # 34 ]  |
| 35    | І цілого світу замало (англ. The World Is Not Enough)                             | MGM                                          | $361 832 400         | 1999 | [ # 35 ]  |
| 36    | Сам удома 2: Загублений у Нью-Йорку (англ. Home Alone 2: Lost in New York)        | 20th Century Fox                             | $358 994 850         | 1992 | [ # 36 ]  |
| 37    | Краса по-американськи (англ. American Beauty)                                     | DreamWorks Pictures                          | $356 296 601         | 1999 | [ # 37 ]  |
| 38    | Аполлон-13 (англ. Apollo 13)                                                      | Universal Pictures/Imagine Entertainment     | $355 237 933         | 1995 | [ # 38 ]  |
| 39    | Основний інстинкт (англ. Basic Instinct)                                          | TriStar Pictures                             | $352 927 224         | 1992 | [ # 39 ]  |
| 40    | Золоте око (англ. GoldenEye)                                                      | MGM/United Artists                           | $352 194 034         | 1995 | [ # 40 ]  |
| 41    | Маска (англ. The Mask)                                                            | New Line Cinema                              | $351 583 407         | 1994 | [ # 41 ]  |
| 42    | Швидкість (англ. Speed)                                                           | 20th Century Fox                             | $350 448 145         | 1994 | [ # 42 ]  |
| 43    | Зіткнення з безоднею (англ. Deep Impact)                                          | Paramount Pictures/DreamWorks Pictures       | $349 464 664         | 1998 | [ # 43 ]  |
| 44    | Красуня і чудовисько (англ. Beauty and the Beast)                                 | Walt Disney Pictures                         | $346 317 207         | 1991 | [ # 44 ]  |
| 45    | Покахонтас (англ. Pocahontas)                                                     | Walt Disney Pictures                         | $346 079 773         | 1995 | [ # 45 ]  |
| 46    | Флінстоуни (англ. The Flintstones)                                                | Universal Pictures                           | $341 631 208         | 1994 | [ # 46 ]  |
| 47    | Бетмен назавжди (англ. Batman Forever)                                            | Warner Bros.                                 | $336 529 144         | 1995 | [ # 47 ]  |
| 48    | Скеля (англ. The Rock)                                                            | Walt Disney Pictures                         | $335 062 621         | 1996 | [ # 48 ]  |
| 49    | Завтра не помре ніколи (англ. Tomorrow Never Dies)                                | MGM/United Artists                           | $333 011 068         | 1997 | [ # 49 ]  |
| 50    | Сім (англ. Seven)                                                                 | New Line Cinema                              | $327 311 859         | 1995 | [ # 50 ]  |

## Персоналії

### Народилися
- 17 лютого 1991 — Бонні Райт, британська акторка, відома головно завдяки ролі Джинні Візлі у «Гаррі Поттері».
- 11 лютого 1992 — Тейлор Лотнер, американський актор.
- 1 червня 1996 — Том Голланд, британський актор і танцюрист.
- 8 жовтня 1997 — Белла Торн, американська актриса кіно.
- 27 травня 1999 — Лілі-Роуз Депп, французько-американська акторка і модель.

### Померли
- 31 жовтня 1993 — Федеріко Фелліні, італійський кінорежисер, сценарист (нар. 1920)
- 19 листопада 1993 — Леонід Гайдай, режисер найвідоміших радянських кінофільмів.
- 6 червня 1995 — Крамаров Савелій Вікторович  — радянський, російський та американський актор театру і кіно (нар. 13.10.1934).
- 4 березня 1997 — Поль Пребуа, французький театральний та кіноактор, комік, радіоведучий.
- 21 серпня 1997 — Юрій Нікулін, знаменитий радянський актор.
- 24 грудня 1997 — Тосіро Міфуне, японський актор (нар. 1920).
- 26 січня 1998 — Давидзон Яків Борисович — український фотомитець, фотограф багатьох перших український діячів кіно.
- 7 березня 1999 — Стенлі Кубрик, кінорежисер, продюсер, сценарист.